# Haywood Hansell
Haywood Shepherd Hansell Jr. (28 de Setembro de 1903 – 14 de Novembro de 1988)  foi oficial general das Forças Aéreas do Exército dos Estados Unidos (USAAF) durante a Segunda Guerra Mundial e, posteriormente, da Força Aérea dos Estados Unidos. Ele se tornou um defensor da doutrina do bombardeio estratégico e foi um dos principais arquitetos do conceito de bombardeio de precisão à luz do dia que governou o uso do poder aéreo pela USAAF na guerra.
Hansell desempenhou um papel-chave e em grande parte desconhecido no planejamento estratégico das operações aéreas dos Estados Unidos. Isso incluiu a elaboração dos planos de guerra aérea estratégica (AWPD-1 e AWPD-42) e o plano da Ofensiva de Bombardeiro Combinada na Europa; obtenção de base de operações da Superfortaleza B-29 nas Ilhas Marianas; e conceber a estrutura de comando da Vigésima Força Aérea, a primeira força aérea estratégica global e precursora do Comando Aéreo Estratégico. Ele fez um ataque aéreo de precisão, tanto como o meio mais humano e eficaz de alcançar o sucesso militar, uma cruzada pessoal vitalícia que acabou se tornando o princípio fundamental do emprego do poder aéreo americano.
Hansell também exerceu comandos de combate durante a guerra, executando os próprios planos e doutrinas que ajudou a elaborar. Ele foi pioneiro no bombardeio estratégico da Alemanha e do Japão, como comandante da primeira ala de combate da Fortaleza Voadora B-17 na Europa e como o primeiro comandante da força B-29 nas Marianas.